# Бужа
Бу́жа — река во Владимирской области России. Протекает в Мещёрской низменности по территории Собинского и Гусь-Хрустального районов, один из истоков Пры (бассейн Оки).

## География
Длина реки — 88 км. Основные притоки: Поль, Таса, Караслица.
Река Бужа, один из истоков Пры, вытекает из озера Исихра в трёх километрах на запад от посёлка Асерхово Собинского района на уровне 134 м. На протяжении первых 26 километров течёт в искусственном спрямлённом русле среди осушенных торфяников, болот (из которых крупнейшее — Иванищевское) и лесов в южном направлении.
Впадает на уровне 112 метров в самое верхнее из Клепиковских озёр Святое озеро, из которого вытекает Пра.
Кроме Асерхово по берегам речки расположились деревни: Кузнецы, Головино, Жабино, Ягодино, Тихоново, Избищи и Тюрьвищи.
Нижнее течение доступно на лёгкой моторке из Клепиковских озёр, в высокую воду может использоваться для туристического сплава на всём протяжении.
В одном километре от села Тюрьвищи на реке Буже находятся мезолитические стоянки «Исады 1», «Исады 2», «Рог 1» и «Рог 2».

## Данные водного реестра
По данным государственного водного реестра России, относится к Окскому бассейновому округу, водохозяйственный участок реки — Ока от водомерного поста у села Копоново до впадения реки Мокша, речной подбассейн реки — бассейны притоков Оки до впадения Мокши. Речной бассейн реки — Ока.
Код объекта в государственном водном реестре — 09010102312110000026269.

### Притоки (км от устья)
- 30 км: Поль (левый)
- 13 км: река Таса (правый)
- 5,2 км: река Караслица (левый)

## Галерея
Фотографии идут по порядку от истока к устью

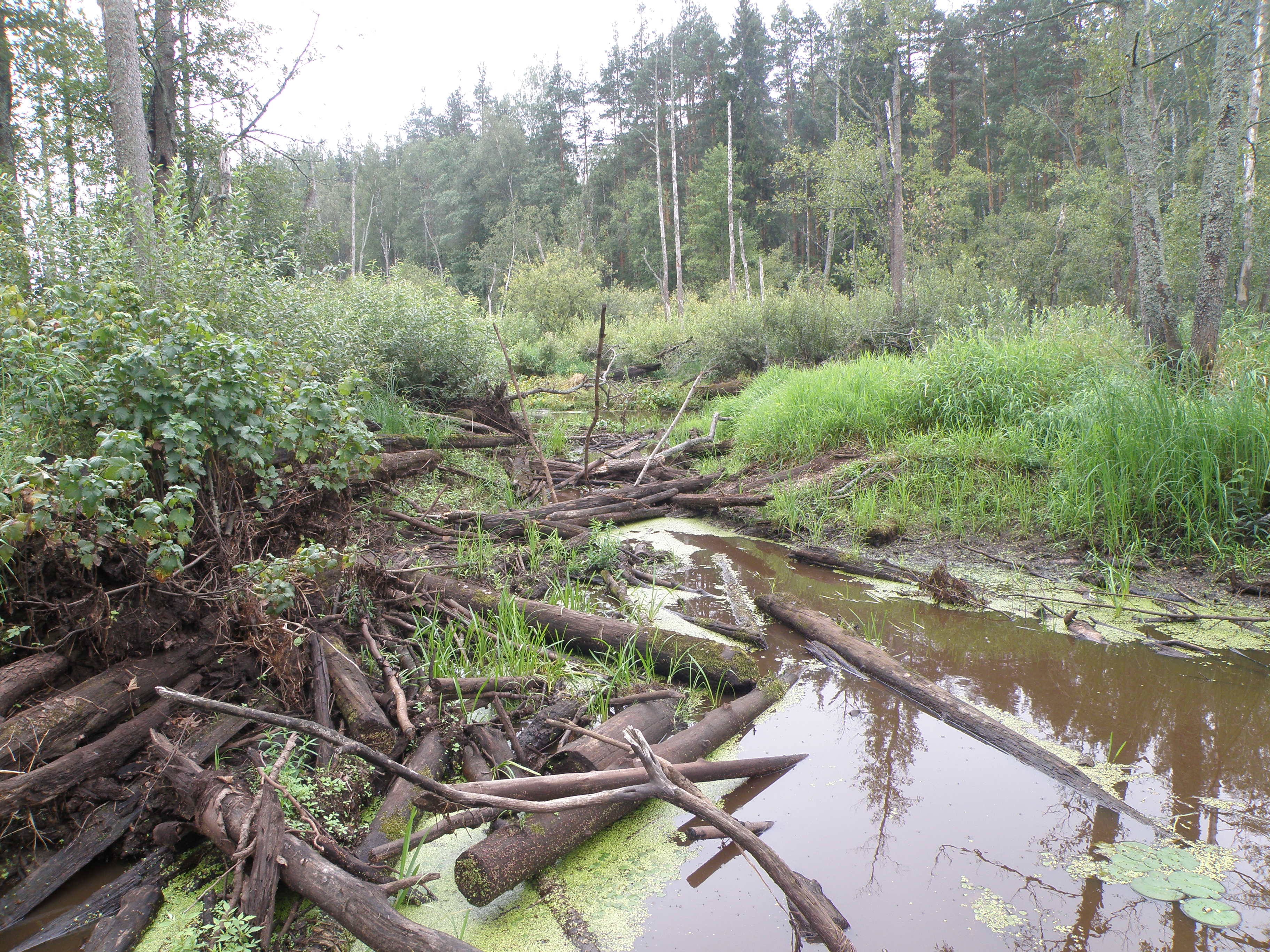
Постоянный завал у Мочаловки, используемый в качестве пешеходного моста
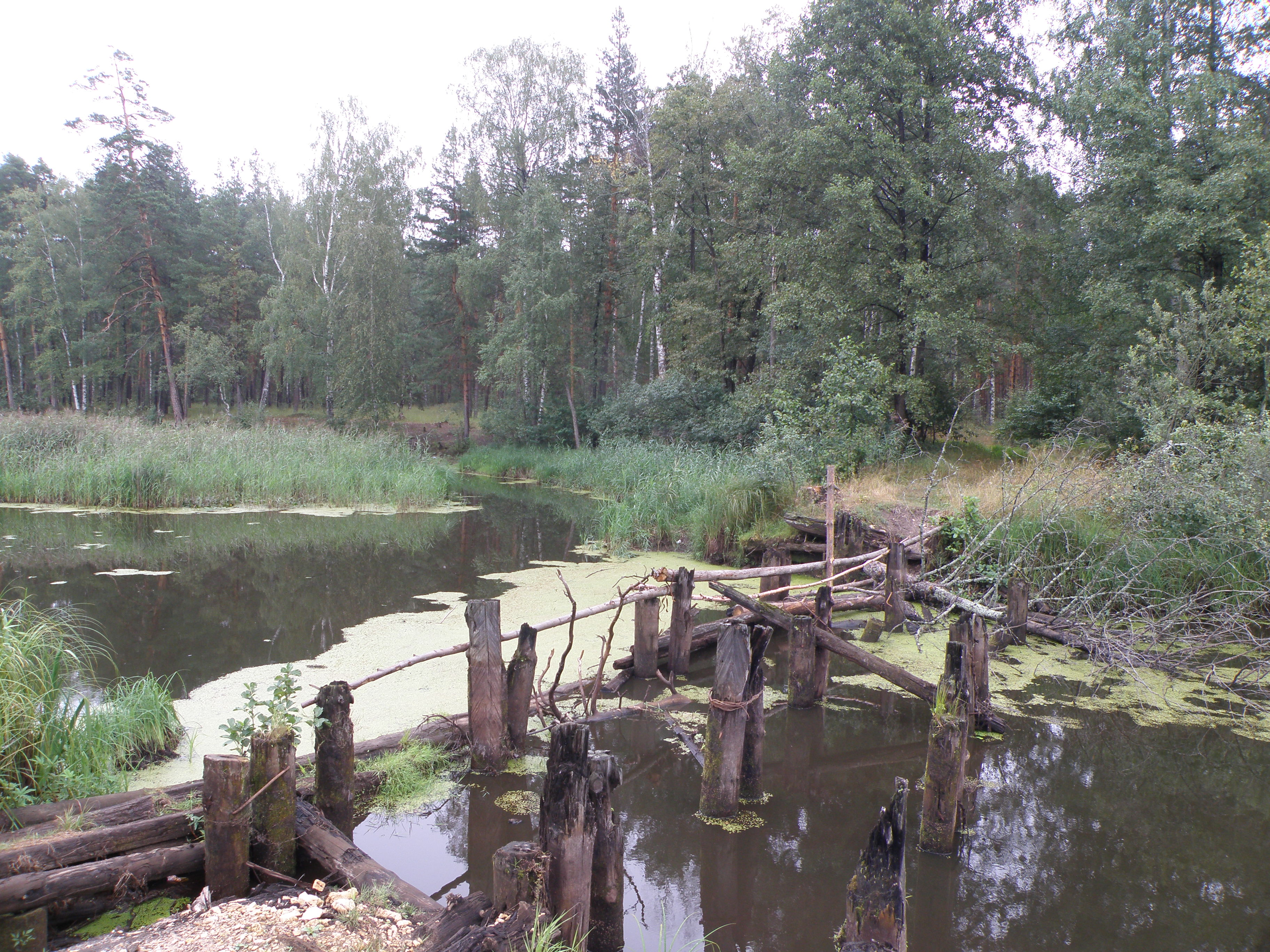
Разрушенный мост за уршельским кладбищем
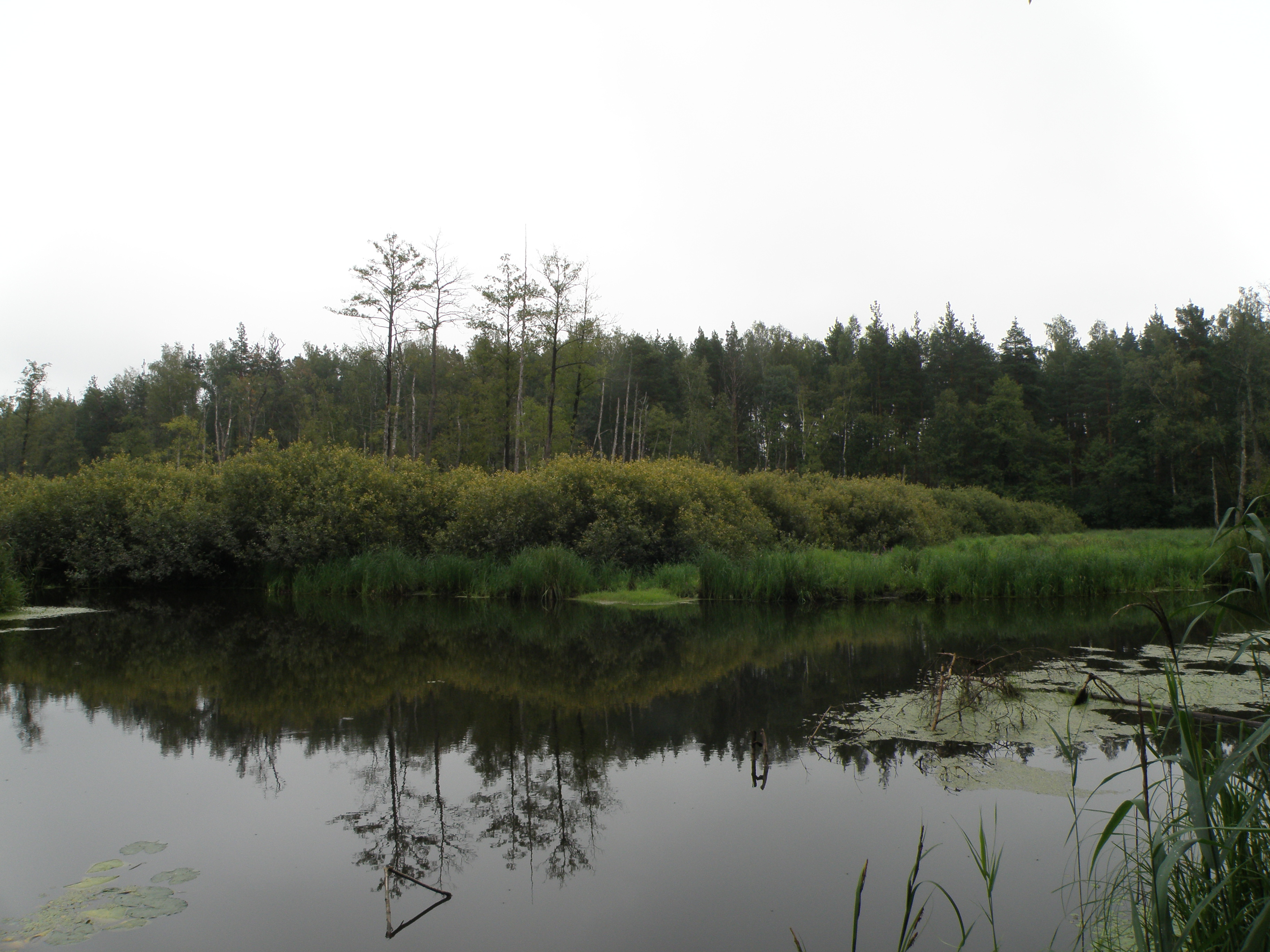
Ниже пос. Уршельский
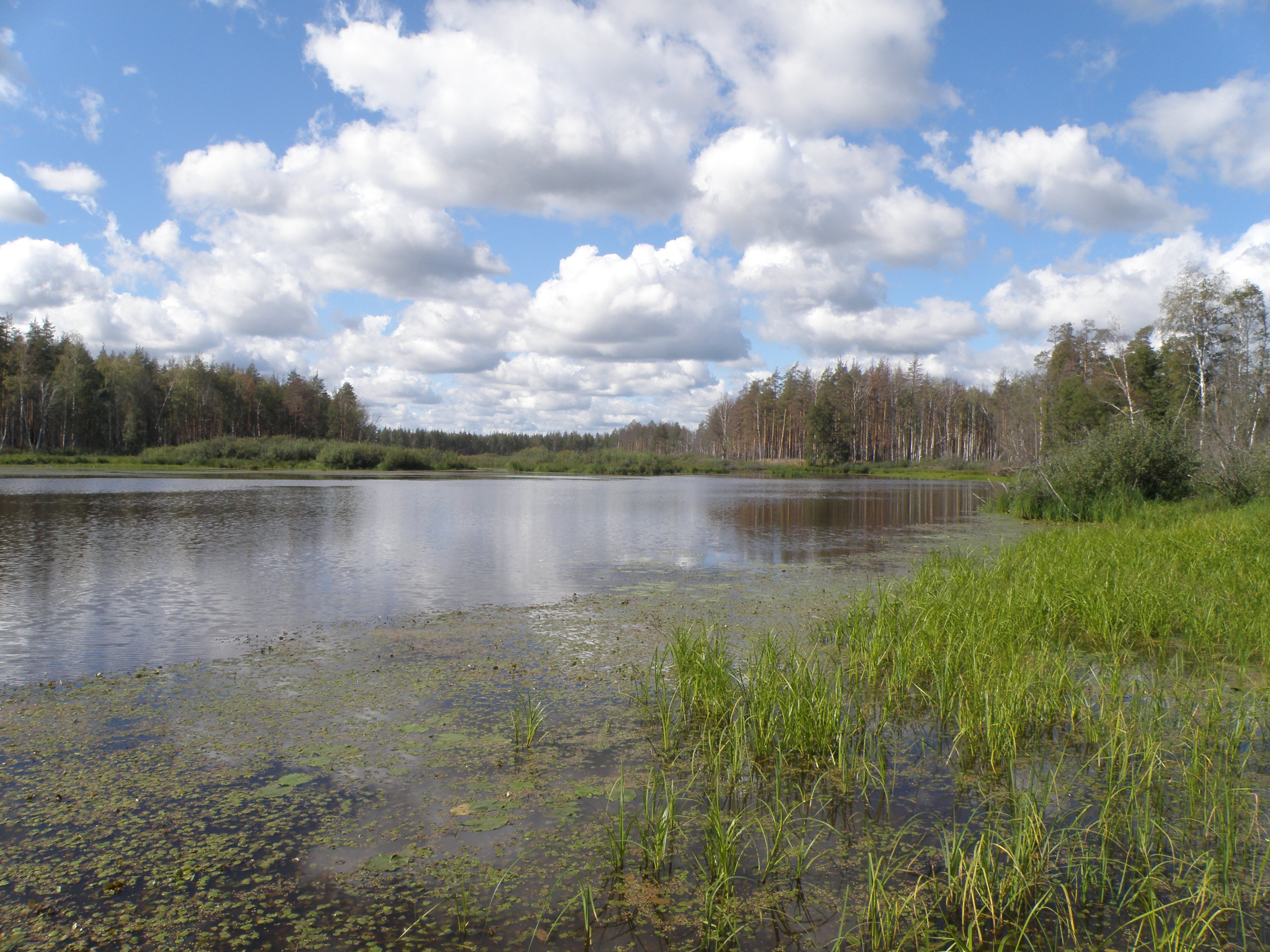
Между пос. Уршельский и шоссе (район Мокрых Лугов)
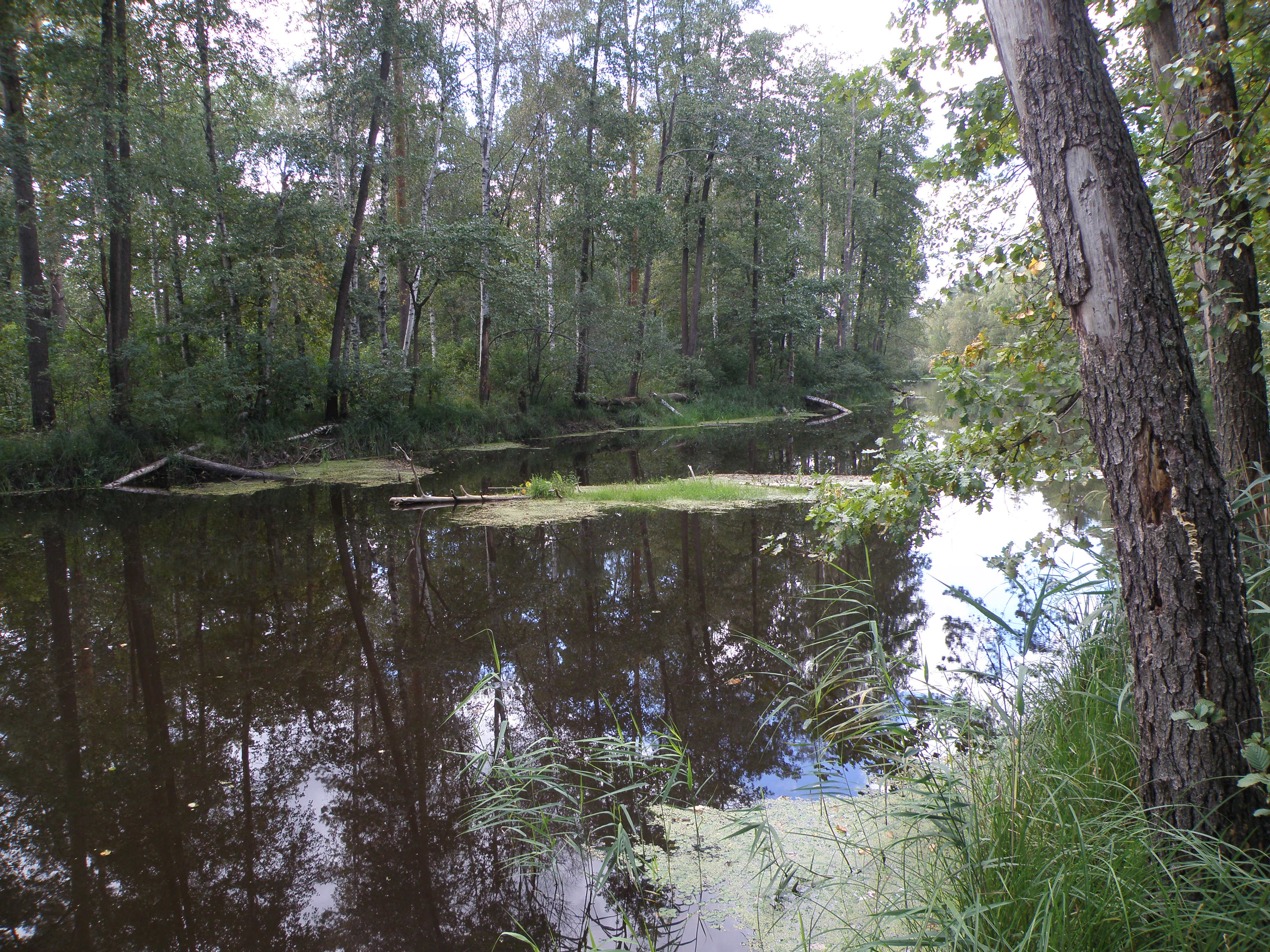
В нескольких километрах выше моста на шоссе Гусь-Хрустальный - Уршельский
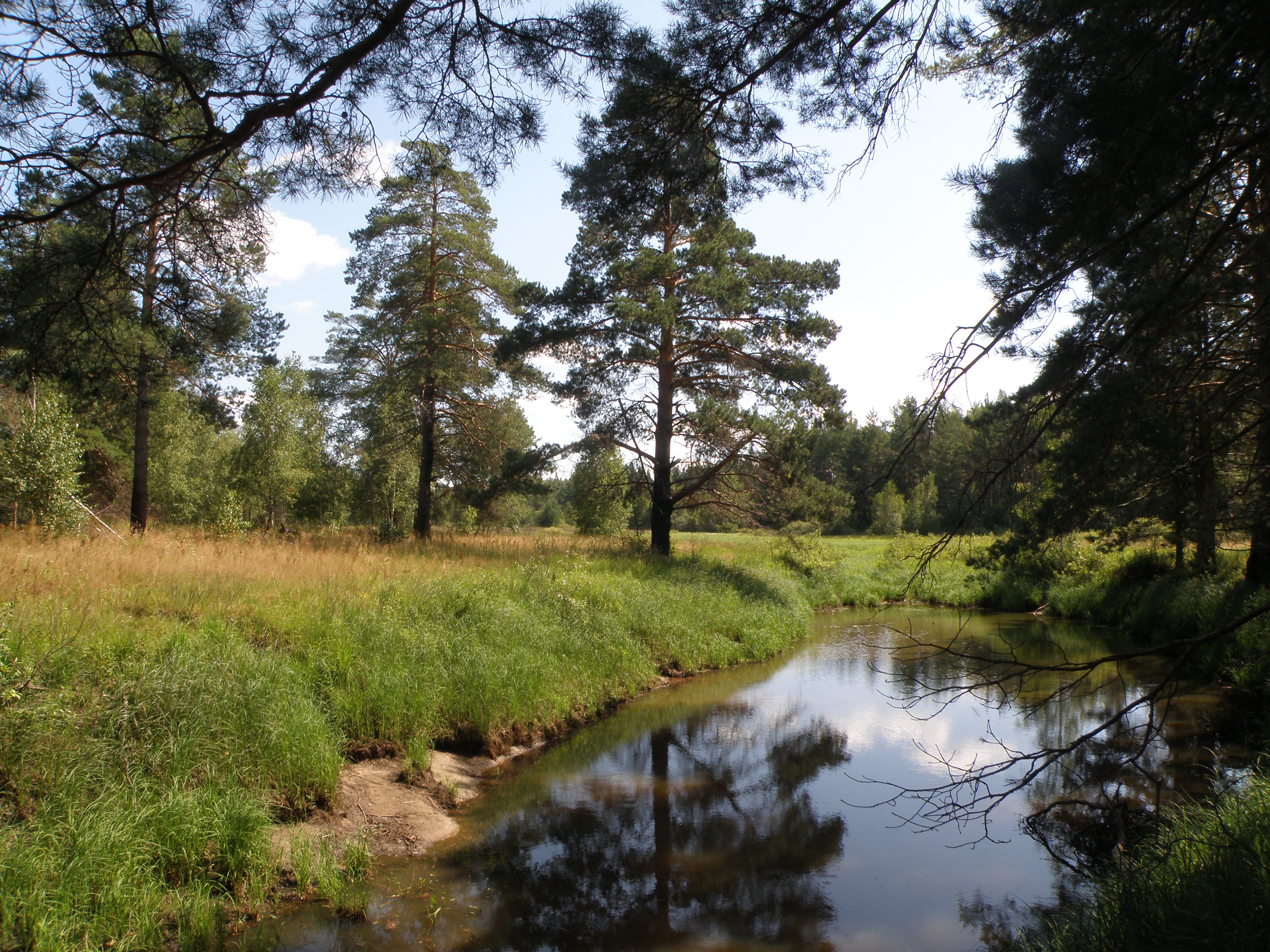
Летом у с. Тихоново
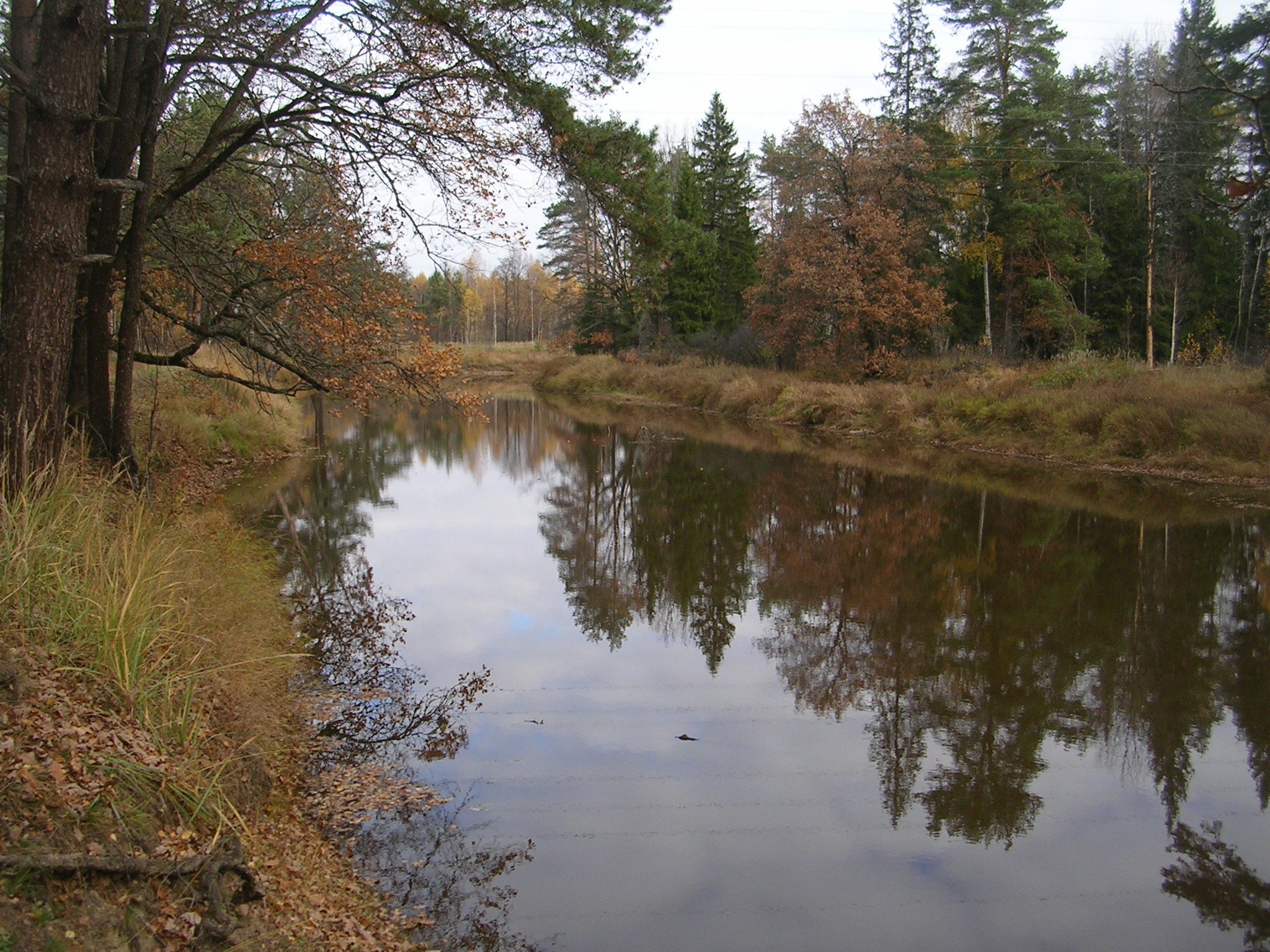
У деревни Избищи
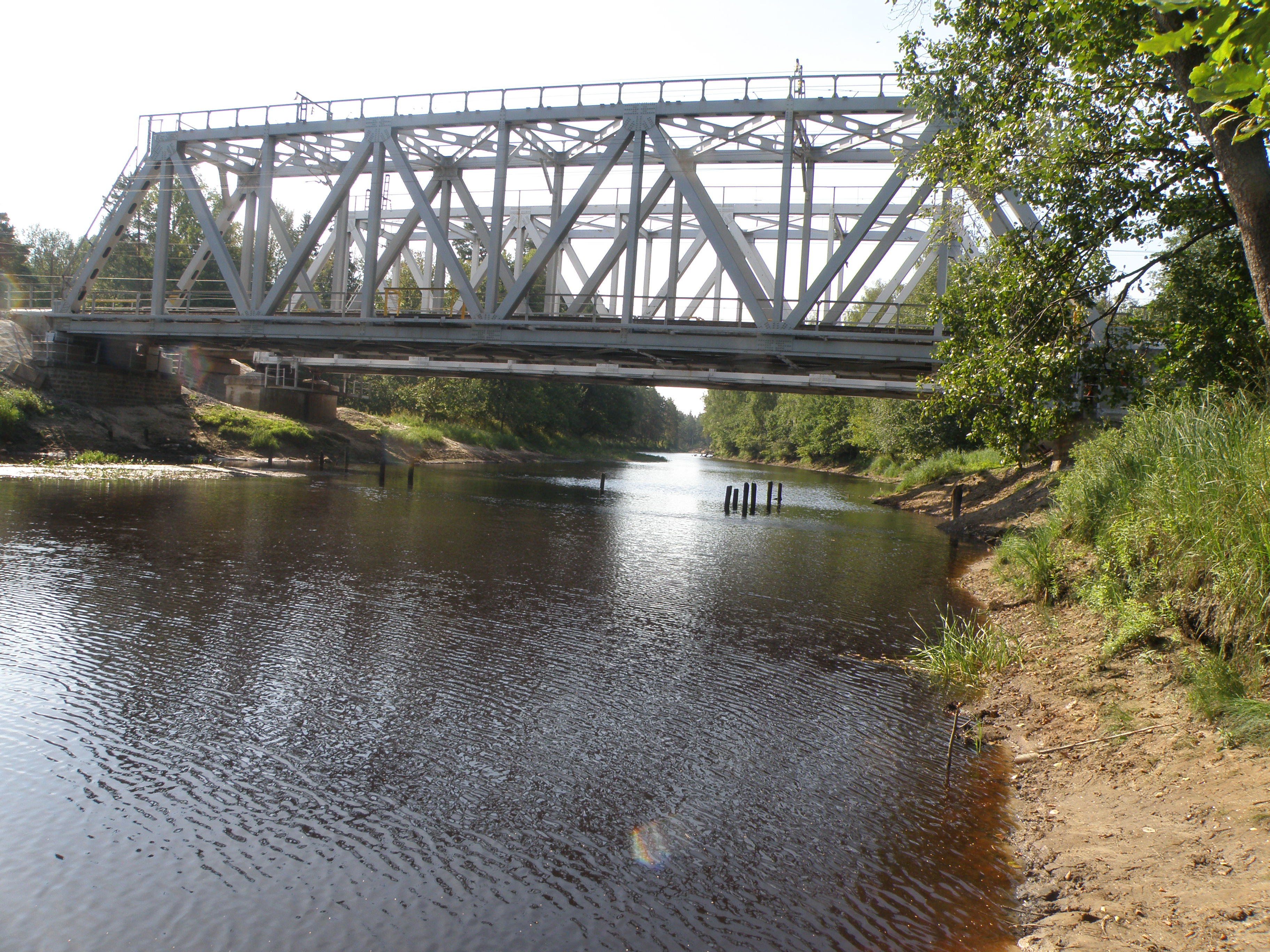
Железнодорожный мост на Казанской ветке
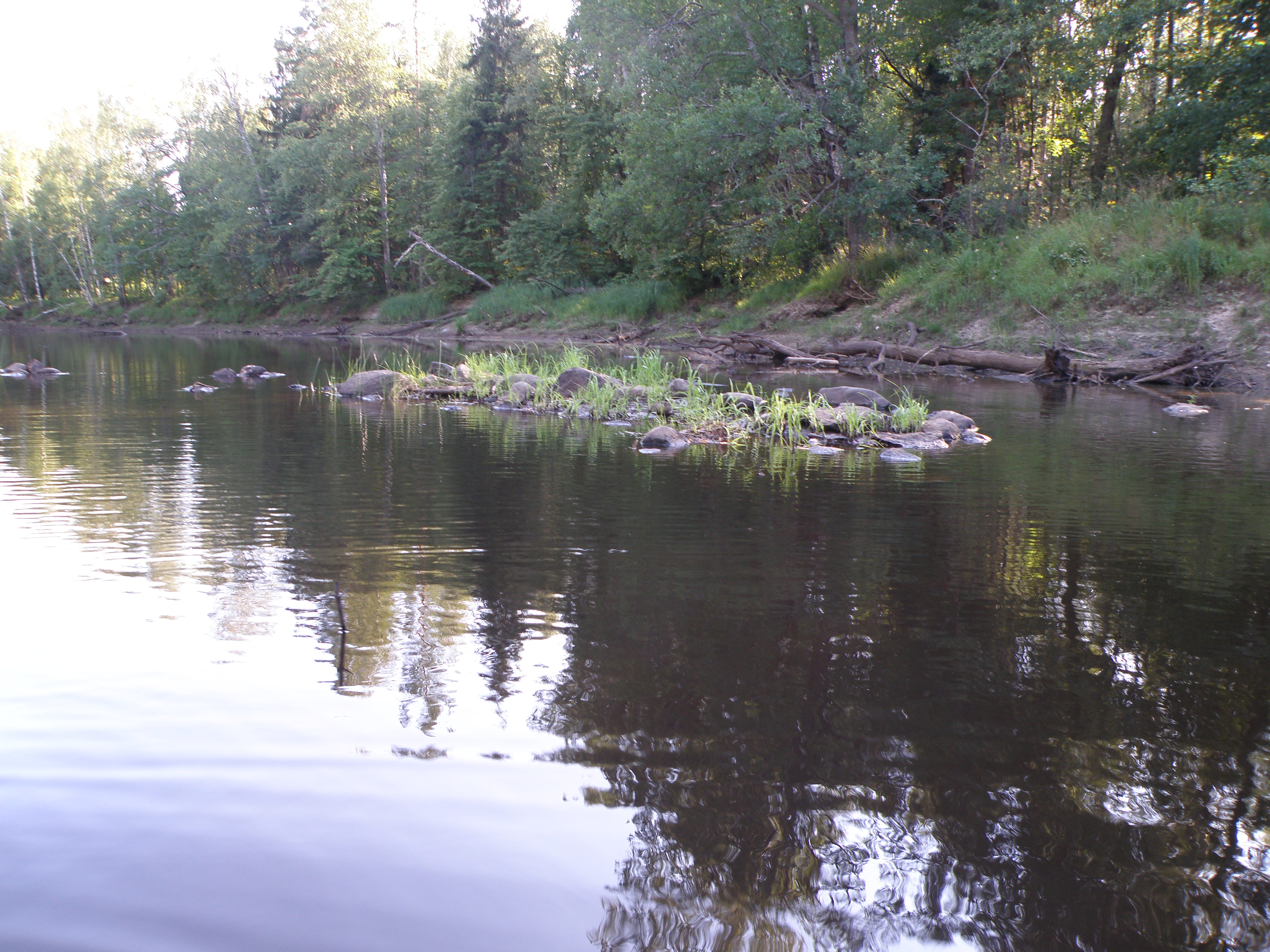
Каменистая отмель (ниже ж.-д. моста)